# Taouinine
Tawinine est un village kabyle de la commune de Tikobaïn. Il est composé de deux hameaux nichés sur le contrefort septentrional du massif montagneux des Aït Aissa Mimoun en Kabylie,Tizi Ouzou, Algérie. La petite bourgade se trouve à environ 7 km du centre de Tikobaïn, chef-lieu de la Daira de Ouguenoun.
Les deux hameaux qui consituent l'entité sont : Tawinine Oufella (celle du haut) et Tawinine  Bwadda (celle du bas). Le village constitue une des plus grandes étendues géographiques de la commune. Tawinine veut dire en kabyle littéralement "Les sources". Ce village doit son nom à l'abondance de sources d'eau qui jaillissent à de multiples endroits.

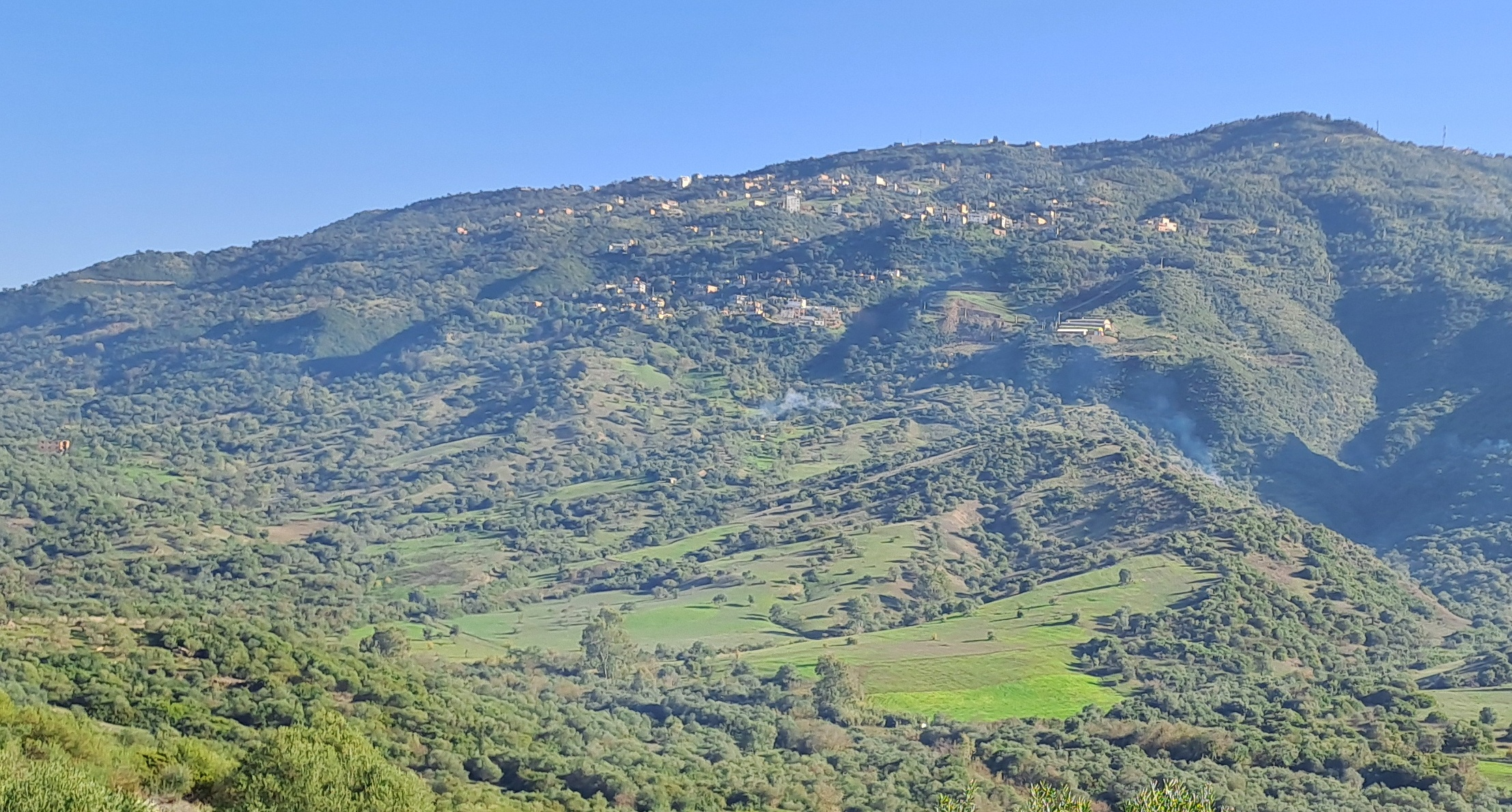
Tawinine, Kabylie, Algérie